# The Bite Marked Heart
Albums de Brother Ali
Us
(2009) Mourning in America and Dreaming in Color
(2012)
The Bite Marked Heart est un EP de Brother Ali, sorti le 13 février 2012.

## Liste des titres
| No | Titre                                                 | Contient un (des) sample(s) de                     | Durée |
| -- | ----------------------------------------------------- | -------------------------------------------------- | ----- |
| 1. | Shine On (featuring Nikki Jean)                       |                                                    | 4:12  |
| 2. | Electric Energy                                       |                                                    | 4:19  |
| 3. | I'll Be Around (featuring Phonte et Stokley Williams) |                                                    | 4:25  |
| 4. | I Can't Wait                                          |                                                    | 3:16  |
| 5. | Years                                                 | Our Theme - Part I de Barry White et Glodean White | 4:10  |
| 6. | Haunted Housebroken (featuring Aby Wolf)              |                                                    | 4:29  |
| 7. | The Bite Marked Heart                                 | You're Not Ready de Mayer Hawthorne                | 2:38  |